# Phan Ni Tấn
Phan Ni Tấn là một nhà thơ, nhạc sĩ người Việt Nam có sáng tác từ trước năm 1975.

## Tiểu sử
Phan Ni Tấn sinh năm ngày 6 tháng 3 năm 1943 tại Cần Giuộc nhưng tuổi thơ lớn lên ở Ban Mê Thuột. Cha ông là nhạc công cổ nhạc gốc Cần Giuộc, Long An; mẹ là người Huế.
Ông theo học Trường Đại Học Văn Khoa Sài Gòn
Tốt nghiệp Trường Bộ binh Thủ Đức tháng 1/1970 và chính thức phục vụ Quân Lực VNCH năm 1971.
Sau sự kiện 30/4/1975, ông bị đi cải tạo tại Trại cải huấn Ban Mê Thuột.
Phan Ni Tấn vượt biên đến Thái Lan cuối tháng 11 năm 1979 rồi đến định cư tại vùng Downsview thuộc thành phố Toronto, tỉnh bang Ontario của Canada.
Ông cũng cộng tác với nhiều báo chí tại hải ngoại như: Văn, Văn Học, Nhân Văn, Làng Văn, Phố Văn, Hợp Lưu, Hồn Việt, Văn Nghệ, Văn Phong, Diễn đàn Tự Do, Phụ Nữ Diễn đàn, Saigon Times... Khi viết bút ký, ông sử dụng bút danh Nhị Đuông.

## Xuất bản
| Tác phẩm                        | Thể loại         | Năm  | Nhà xuất bản | Ghi chú                   |
| ------------------------------- | ---------------- | ---- | ------------ | ------------------------- |
| Hát Cho Mẹ Và Quê Hương         | Nhạc             | 1969 |              |                           |
| Vác Tên Em Chạy Biệt Mù         | Thơ              | 1972 |              |                           |
| Lục Bát Phan Ni Tấn             | Thơ              | 1973 |              |                           |
| Dậy Lửa Trường Sơn              | Nhạc             | 1972 | Lửa Việt     |                           |
| Em Hát, Em Vui                  | Nhạc (thiếu nhi) | 1983 | Làng Văn     | In chung Nguyễn Hữu Nghĩa |
| Hồi Ký Thơ                      | Thơ              | 1988 | Làng Văn     |                           |
| Câu Thơ Về Người                | Thơ              | 1996 | Nhân Văn     |                           |
| Tuyển Tập Tình khúc Phan Ni Tấn | Nhạc             | 2004 |              |                           |
| Sinh Nhật Cây Đàn               | CD nhạc          | 2005 |              |                           |
| Đèn Kéo Quân                    | CD nhạc          | 2006 |              |                           |
| Ao Trời                         | CD nhạc          | 2007 |              |                           |
| Quê Núi                         | Thơ              | 2010 |              |                           |
| Nẻo Nhà                         | Thơ              | 2010 | Nhân Ảnh     |                           |

## Ca khúc
- Bài ca học trò
- Bên dòng sông Trẹm ©
- Bến cũ đò xưa (Con đò khác đưa)
- Chia áo người yêu xa
- Duyên quê kết tình (thơ Huỳnh Tâm Hoài)
- Đất nước (thơ Nguyễn Nam An)
- Đứa con của mẹ núi
- Giọt thánh hát mừng
- Hãy là em Thị Lộ (thơ Bắc Phong)
- Khiêng nước
- Lý con sáo Bạc Liêu ©
- Như một sớm mai hồng (thơ Phương Tấn)
- Ôi quê nhà
- Phải lòng con gái Bến Tre (thơ Luân Hoán) ©
- Phải duyên chồng vợ (thơ Huỳnh Tâm Hoài)
- Pleiku, em ở núi rừng
- Tay vịn Cần Thơ
- Thư về Ban Mê Thuột
- Thương chi mà thương quá (thơ Phương Tấn)
- Tình má Hậu Giang
- Tình tự lý đất giồng (thơ Huỳnh Tâm Hoài)
- Trở về theo mơ qua
- Xuống đò người dưng (thơ Nhã My)